# 衝擊效應
是一部於2004年9月首映、2005年5月公開上映的美國電影，由保罗·哈吉斯擔任導演。故事的背景設定於美國洛杉磯，講述黑人探員格拉漢與拉丁裔女朋友瑞雅遭遇一場汽車追撞事故，然而事件背後牽涉不同種族人士互動之間產生的衝突與連鎖效應。
電影發行後以700万美元的預算取得9841萬美元的票房成績，獲得正面為主的評價，媒體與影評家稱讚保罗·哈吉斯的執導與演員的表現，但同時批評劇裡刻畫種族主義歧視的議題方面過於淺薄。此片在第78屆奧斯卡中打敗《斷背山》，獲最佳影片，當時有不少人認為這是因爲美國電影藝術與科學學會會員歧視同性戀。

## 詳細劇情
故事是發生在美國洛杉磯這個多種族群聚集的大城市。影片的開始，由於警察封鎖兇案現場調查，車子排起長龍。黑人探員格拉漢·沃特斯（Graham Waters，唐·奇鐸飾）和他的拉丁裔女友瑞雅（Ria，珍妮弗·艾斯波西多飾）的汽車也堵在長龍當中，並且被一個亞裔婦女駕駛的車子從後追撞。瑞雅與亞裔婦女發生爭吵，話中譏諷她的英語發音和駕車技術。在一片混亂當中，格拉漢信步走到兇案現場察看。随后鏡頭轉移至這次撞車事件發生的前一天。
波斯裔的小商店店主法赫德·巴巴扎裡（Farhad，尚恩·圖博飾）為了自衛，帶著女兒多莉（Dorri，芭哈·素米克飾）到槍支商店購買槍彈。結帳之際，白人店主對這對波斯父女頻頻以母語交談頗為不耐，出言諷刺他們為恐怖分子，結果與法赫德陷入爭吵，最後店主將英語不流暢的法赫德趕出店外。多莉自始並不贊同乃父擁槍自衛的想法，乃以流利的英語對店主表示希望能夠退款，店主卻偏要違背她的意思將彈藥出售，並在言語中暗示對其仇恨之意。多莉出於無奈，只得向老闆要一個紅盒子包裝的子彈。老闆還再三向多莉確認是否要這盒子彈。
當晚，格拉漢胞弟彼得·沃特斯（Peter Waters，拉倫斯·泰特飾）與同是黑人的友人安東尼（Anthony，路達克里斯飾）帶著手槍在街上閒晃，途中不斷批評社會上對黑人的刻板印象。話猶未完，兩人看見目標，便掏出槍來從一對路過的有錢白人伴侶手上，搶走了他們的高級黑色吉普車。諷刺的是，兩人的行為正正實現了他們自己所謂「社會對於黑人的刻板印象」，但兩人卻明知故犯，從容逃逸。遭搶的白人伴侶，正是洛杉磯地區檢察官歷克·卡波（Rick Cabot，布蘭登·費雪飾）和他的妻子簡（Jean Cabot，桑德拉·布洛克飾）。
大約與此同時，格拉漢探員正在調查一件槍擊案，白人緝毒臥底探員康克林 (Conklin)在一次街頭駁火中，擊斃了另一名黑人臥底探員路易斯 (Lewis)——康克林有對黑人嫌犯用槍過當的不良紀錄，但他聲稱是在路易斯先開槍之後才開槍還擊的，現場沒有目擊證人。格拉漢雖未明言，心中卻傾向於相信康克林因種族偏見，開槍誤殺黑人同僚。然而，後來槍擊案的偵辦有了新發現，中槍身亡的黑人警探，事發當時所駕駛的乃是贓車，車上並藏有鉅額現款，證據顯示，死者當時正在從事毒品交易。
卡波夫婦遭劫之後，心中的恐懼仍未消退的簡，見到上門為他們換鎖的鎖匠丹尼爾·瑞斯（Daniel Ruiz，麥可·潘納飾）是拉丁裔，竟為此歇斯底里地對丈夫發火，並直指少數族裔都與黑幫有所勾結。丹尼爾聞言雖怒，卻未出言反駁。此時的歷克擔心的卻是他遭黑人搶劫的新聞一旦發佈，恐將對他在黑人社區中的民望造成負面影響，乃要求助理設法用公關手段「平衡」搶車新聞的負面效應。歷克的言談，透露出他身為一個公眾人物，所關注的只是「政治正確」和公關效果，對於少數族裔的情況並不真正在乎。
在某餐車裡，兩個亞裔男人似乎在做什麼交易，其中一個給了另一個人一張支票。洛杉磯警察局的白人巡警約翰·萊恩（John Ryan，麥特·狄倫飾）在一旁打電話給醫保管理處，希望能給自己患病的老父老萊恩（"Pop" Ryan，布魯斯·柯比飾）在醫保系統中找到更好的醫生，但是任憑他如何的請求，健保局主管莎妮卡就是不肯在程序上破格給予他父親方便。約翰失望憤怒之餘，從對方的名字得知她是黑人，乃以帶有種族歧視的話語出言譏諷，兩人結下樑子。原來老萊恩為人慷慨，在黑人還遭受普遍歧視的年代裡，便已在他管理的工廠內給予黑人勞工平等待遇；然而時移世易，這樣一個樂於幫助少數族裔的善人，後來卻在政府旨在補償少數族裔的積極政策下，受到政策性的排擠而失去他自己的工作，陷入貧病交加的悽慘境地。看見老父淒涼的晚景，約翰逐漸對於受惠於新時代政策的少數族裔，衍生出一股不平的憤愾。
約翰接到來自總部關於搶車的報告，碰巧遇到駕駛同一款車子的黑人電視導演卡梅隆·泰耶（Cameron Thayer，泰倫斯·霍華德飾）夫婦，於是他不顧同車執勤的白人新手警員湯姆·漢森（Tom Hansen，瑞恩·菲利普飾）的勸阻，將自己心中的怨氣通通的爆發在這對黑人夫婦的身上，強行實施酒測、搜身，並當著卡梅隆的面對他的妻子克莉絲汀（Christine Thayer，譚蒂·紐頓飾）進行性騷擾。卡姆隆憚於白人警察的權威，不敢挺身反抗，甚至道歉換取約翰放行，令克莉絲汀極為不滿，譏諷他簡直不算個黑人，夫妻為此失和。
鎖匠丹尼爾回到家裡，發現5歲的小女兒萊拉（Lara Ruiz，艾絲琳·桑切斯飾）躲在床底下，原來萊拉聽到似乎是開槍的聲音，她在舊區住的時候曾有一次被從窗戶射進來的流彈嚇到過。丹尼爾告訴女兒自己5歲的時候一位仙女給了他一件隱形的防護衣，並假裝脫下給萊拉披上，讓她不再害怕。
彼得與安東尼開著搶來的越野吉普風馳電掣，不意將一名正在路邊開車門的亞裔男子撞倒。他們經過一番爭執，終於決定把重傷昏迷的男子丟在醫院急診室門口，脫身而去。
湯姆對於約翰種族歧視的言行深感不滿，向上級要求調動，不再跟萊恩同車執勤。其直屬長官雖是黑人，卻不願讓湯姆關於種族歧視的指控，影響到他本身在白人當權的洛城警界的陞遷之途，於是在逼迫湯姆改口說是因為本身個性問題請調之後，才同意了他的要求。
法赫德店裡的門鎖壞了，於是找了鎖匠丹尼爾來修理。當丹尼爾換鎖之後發現門是壞的，告知法赫德需要換門。法赫德卻堅稱丹尼爾意在敲竹槓，不肯接受丹尼爾的說法。丹尼爾覺得法赫德無法理喻，連換鎖費用也不要了，拂袖而去。
格拉漢與瑞雅正準備性愛時，接到母親打來的電話，要他尋找著離家出走的弟弟，但格拉漢卻不耐煩地敷衍母親，甚至故意說女友是白人來使他母親生氣。瑞雅對格拉漢對待母親的態度十分不滿，更氣憤他謊稱自己是白人，甚至連她的出身族裔都搞不清楚，兩人大吵，不歡而散。後來，格拉漢才在瑞雅的堅持下，回家探望孤身獨居的老母，他發現冰箱裡的牛奶早已過期腐壞，卻只是把酸牛奶倒掉，就急著離家辦案。顯然母親的狀況，以及離家出走的胞弟，並不在他的心上。
第二天，法赫德發現商店被人闖入搗毀，牆上塗滿了仇視阿拉伯人的字句。保險公司認為是法赫德拒絕換門而導致被盜，拒絕賠償。那家商店是法赫德的所有家當，他滿腔悲憤無處發洩，更加堅信是鎖匠與黑幫有所勾結，昨天一陣爭吵之後找人報復。於是他轉而將全部的怨恨，歸到鎖匠的身上。
湯姆正式調遷後，約翰換了個新搭檔繼續執勤；分開前，約翰直告湯姆：「你的閱歷尚淺，若在這個是非黑白不分明的世界裡久了，日後終將發現自己並不那麼肯定自己的理想」。約翰執勤時碰上一起車禍，一名駕駛困在翻倒的車裡，汽車燃油洩漏，隨時可能起火爆炸。當萊恩上前準備營救時，赫然發現受困者就是昨晚被他截查的克莉絲汀。此時克莉絲汀也認出他，並拒絕接受其營救。在約翰表達對其行為的後悔，以及冒著生命危險全力相救的誠意之下，克莉絲汀終於接受了他的救助，兩人在千鈞一髮之際脫險。約翰安撫著受到極度驚嚇的克莉絲汀，彷彿是以捨命相救來為他先前的無禮冒犯贖罪。
在歷克主持關於槍擊案的新聞發佈會之前，其助手傑克·弗萊納根（Jack Flanagan，威廉·菲德內爾飾）勸說格拉漢認定紀錄不良的康克林故意殺害路易斯，以免白人槍殺黑人的敏感案情引發不必要的種族爭議。傑克掌握了格拉漢胞弟的不良紀錄，以此相脅。於是，儘管證據顯示死者路易斯極可能涉及販毒，而康克林乃正當執法，格拉漢終於讓步，以迎合檢方公關需要的說法（陷康克林入罪），換取對他本身在檢察界的前途。
彼得和安東尼前晚劫來的黑色吉普車因發生車禍，沾有血跡，遭到銷贓的老闆拒收，兩人只得再上街物色目標。他們盯上了卡梅隆的同款車子，並加以搶劫，卻因為發現如此高級車的車主竟是黑人同胞而大吃一驚。卡姆隆與妻子失和，情緒正壞，乃不要命似地對搶劫者反擊；彼得安東尼和雖擁槍在手，畢竟只是兩個小毛賊，面對卡梅隆的氣勢，竟不敢當真開槍。雙方街頭扭鬥驚動了警察，彼得落荒而逃；安東尼來不及逃跑，只得縮頭躲進副駕駛座，慌忙中連手槍都為卡梅隆所奪。
結果，卡梅隆再次被警察懷疑，並被要求搜身。經過昨晚的搜身和剛剛發生的搶劫，卡梅隆已經異常憤怒。他拒絕搜身，不知事情原委的警員則警告他不從就要開槍，雙方僵持不下。碰巧湯姆屬於這個警網的一員，他認出了卡梅隆，為了補償昨晚的虧欠，湯姆挺身作保，讓在場同事直接放卡梅隆離去——因此，警員們並沒有發現躲在車上的安東尼。
離開現場之後，卡梅隆把槍還給安東尼，只對他說：「你的行為，令我蒙羞，也令你蒙羞。」這令一直認為「黑人反正是會受到歧視」而索性為所欲為的安東尼，心裡受到相當大的震動。
法赫德因為商店被盜又不能獲得賠償而遷怒於丹尼爾，拿上新買的手槍找丹尼爾算賬。正當他用槍指著丹尼爾準備開槍時，丹尼爾的小女兒以為自己真的穿著隱形的防護衣，而撲向父親保護他。槍響之際，丹尼爾和妻子都以為女孩中彈，痛哭失聲，法赫德也被這一幕驚得呆了。此時小女孩卻對父親說：「爸爸，我沒事，我可以保護你。」原來女孩真的安然無恙，彷彿真的有神蹟出現。
晚上，湯姆獨自開車回家，路上遇到逃跑了大半天的彼得在路旁等順風車，便讓他上車載他一程。兩人談天，一言不合，湯姆便要趕人下車。爭執之際，彼得伸手入袋欲取某樣物事，湯姆卻在他內心底裡對黑人男子的警戒之心的驅使下，本能地立刻拔槍自衛，一槍將彼得擊斃。開槍之後，湯姆才發現彼得要從口袋裡拿出來的，並不是他意料之中的武器。湯姆意識到自己誤殺了人，不敢聲張，棄屍而去。（詳細地說，彼得看見湯姆車上的一件飾物和他在利克車上拿走的另一件雷同，除了顏色是一黑一白外。這令他不斷大笑，也令湯姆以為彼得在笑自己。兩人爭吵起來，湯姆叫彼得下車。彼得憤怒下想展示湯姆那個雕刻，卻令湯姆以為他要拔槍，情急之下射殺彼得。）
彼得的屍體被發現後，警察封鎖現場，公路上的車子排起長龍。格拉漢和瑞雅正好經過，而且被後面的一個亞裔婦女人的車子撞上，隨後瑞雅和亞裔婦女展開爭吵。混亂中，格拉漢走到兇案現場察看，卻發現死在血泊中的，正是他逃家的胞弟。
其母得知彼得死訊後，哀慟逾恆，直指錯在格拉漢，因為他只在乎自己的事業；是他對家人的輕忽，造成了彼得的死於非命。傷心的老母還告訴她，彼得離家之後曾回去過，給她留下了一些日用雜物，格拉漢慚愧不已，但再多的自責，也喚不回彼得逝去的生命。（事實上日用品是由格拉漢買的。）
此時陪同他們認屍的醫師多莉接到父親法赫德的電話，回到店裡，看見父親手持手槍呆坐在地上，跟她說他開槍射了一個小女孩，但小女孩沒事，小女孩是來保護他的天使。經過槍擊事件的衝擊，法赫德心中的仇恨憤怒已經消失無蹤。其實之所以會這樣，是因為多莉當初刻意跟老闆買到的子彈是空包彈。
同時，在醫院裡，那名先前駕車與瑞雅發生衝撞的亞裔婦女，焦急地尋找她那重傷被送入醫院的丈夫。原來她的丈夫，就是被彼得和安東尼撞倒，丟到急診室門口的那個男子。男子見妻到來，立刻指示她去兌現一張支票，原來那是他經營非法偷渡的收入。安東尼途經昨夜駕車撞倒亞裔男子的地方，把他遺留在現場的廂型車開走，到了銷贓老闆的車場後，竟發現車內藏了一大班偷渡入境的東南亞人。銷贓老闆出價要向安東尼買下這些偷渡客，安東尼卻動了善心，把一班偷渡客送到了唐人街，將他們一個個都放了，並且給了他們吃飯的錢。
簡獨自在家，正在電話上給她的朋友們訴苦，結果下樓梯時失足跌倒。簡跌傷無法動彈，打電話向朋友求助，卻落個相應不理，幸得拉丁裔女傭瑪麗亞及時救助，才得就醫。因為此事，簡意識到自己平常一起風花雪月的白人朋友竟無一真心，反而她那素不信任的拉丁裔女傭，在危難的時候伸出援手，她那原本對少數族裔充滿疑懼的心，因而大為軟化。
槍殺彼得棄屍之後，湯姆為了毀滅跡證，將車開到荒野的路邊，一把火燒了。這天洛杉磯罕見地飄起細雪，焚車的火焰，卻在寒天中散發出一股暖意。煩悶的卡梅隆一整天開車閒逛，天色早已變黑，看到路邊焚燒中的車子，他停了下來，隨手拿起路邊的木材一塊一塊地往裡扔，心情漸漸放鬆。卡梅隆的電話響起，是妻子打來的，歷劫之後，兩人重歸於好。
正當劇中人物的故事一一告一段落，城裡卻又發生了一車禍事故，又一場爭吵從此展開。

## 拍攝過程
由於資金不足，電影中相當多場景都是在導演的私人建物內進行。就連電影內的汽車也是導演的私人交通工具。由於劇本題材的緣故，許多參演的演員都不考慮片酬而加入電影的拍攝。

## 軼事
據說導演在拍攝本片的壓力下，因心血管疾病住院，康復後立刻又趕去拍重要鏡頭。

## 演員
- 珊卓·布拉克 ....簡·卡波（Jean Cabot）
- 唐·钱德尔 ....格拉漢·沃特斯（Graham Waters）
- 馬特·狄龍 ....約翰·萊恩警官（Sgt. John Ryan）
- 珍妮弗·艾斯波西多....瑞雅（Ria）
- 威廉·菲德內爾 ....傑克·弗萊納根（Jack Flanagan）
- 布蘭登·費雪 ....歷克·卡波（Rick Cabot）
- 泰倫斯·霍華德 ....卡梅隆·泰耶（Cameron Thayer）
- 卢达克里斯 ....安東尼（Anthony）
- 譚蒂·紐頓 ....克莉絲汀·泰耶（Christine Thayer）
- 瑞恩·菲利普 ....湯姆·漢森警官（Officer Tom Hanson）
- 麥可·潘納 ....丹尼爾·瑞斯（Daniel Ruiz）
- 拉倫斯·泰特 ....彼得·沃特斯（Peter Waters）

## 獲獎記錄
獲得第78屆奧斯卡最佳影片、最佳原創劇本、最佳剪輯三個獎項。

## 參註
1. ↑  Turan, Kenneth. . The Los Angeles Times. March 5, 2006  [2017-03-16]. （原始内容存档于2006-03-26）.
2. ↑  . The Los Angeles Times. April 16, 2009  [2017-03-16]. （原始内容存档于2012-01-13）.

## 外部連結
- 官方网站
- 開眼電影網上《衝擊效應》的資料（繁體中文）
- 豆瓣电影上《撞车》的資料 （简体中文）
- 时光网上《撞车》的資料（简体中文）
- AllMovie上《衝擊效應》的资料（英文）
- 爛番茄上《衝擊效應》的資料（英文）
- Box Office Mojo上《衝擊效應》的資料（英文）
- TCM电影资料库上《衝擊效應》的资料（英文）
- Metacritic上《衝擊效應》的資料（英文）
- 互联网电影数据库（IMDb）上《衝擊效應》的资料（英文）